# Національно-визвольна боротьба казахського народу
Національно-визвольна боротьба казахського народу — національно-визвольний рух казахського народу за звільнення від колоніальної залежності від російської, а згодом радянської, імперії. Казахстан отримав формальну незалежність 16 грудня 1991. Історія національно-визвольного руху казахів до визнання незалежності Казахстану трактувалася на основі колонізаторських цілей спочатку Російської імперії, а потім — на принципах концепції класової боротьби Радянської влади.

## Національно-визвольна боротьба казахського народу проти колонізації Російською імперією
За підрахунками вчених, з кінця XVI століття до 1916 року в Казахстані мало місце близько 300 національно-визвольних хвилювань, воєн, повстань.
Одна з істотних вад при вивченні боротьби казахського народу за незалежність — відсутність узгодженої її періодизації. За періодизацією академіка Манаша Козибаєва, весь період визвольних змагань поділяється на сім етапів. За хронологічною диференціацією визвольних рухів, запропонованою професором Жанузаком Касимбаєвим можна виділити наступні етапи боротьби казахів проти російських завойовників з кінця XVI століття до 1916 року:
- боротьба за збереження традиційної форми влади (Абулхайр-хан, Нурали-хан, Аблай-хан) — сорокові — сімдесяті роки XVIII століття;
- боротьба в Молодшому жузі проти аграрно-політичного наступу царизму (повстання Сирима Датова) — 1783-1800 роки;
- антиколоніальні повстання у 1820—1860 роках за відновлення ханської влади;
- боротьба казахів проти остаточного утвердження колоніального панування в краї у 1860-1890 роках, народно-визвольний рух проти соціального і політичного закабалення військово-феодальною монархією.

Незалежно від способів підрахунку кількості повстань і їх періодизації, що, звичайно, теж викликає певний інтерес, кожне з них мало свої роль і місце у російської послабленні колоніальної системи, в наближенні краху колоніальної імперії.

## Національно-визвольний рух в Казахстані в період колонізації Казахстану Росією (XVIII— середина XIXст.)
Колонізація Казахського степу Російською імперією на початку XVIII століття є результатом сукупного впливу безлічі факторів, серед яких економічні, політичні, військові, культурні, природно-географічні. Цей процес тривав майже 150 років і йому сприяли відсутність стійких політичних і економічних зв'язків між жузами, міжусобна боротьба казахської феодальної верхівки. Частина казахських родів Північного Казахстану прийняла російське підданство у XVIII столітті. Однак основні райони Семиріччя і Південного Казахстану залишалися поза впливом Російської імперії аж до другої половини XIX століття.
У процесі колонізації Казахстану Росією простежується три етапи:
- з кінця XV століття майже до кінця XVI століття — в основі політики Росії було прагнення встановити військово-політичні зв'язки з Казахським ханством;
- з початку XVII століття до 30-х років XVIII століття — визначилася тенденція колоніальної політики, зміцнення своїх загарбницьких позицій шляхом побудови укріплених ліній, фортець, форпостів, переселення російського козацтва, захоплення родючих земель казахів;
- з 1730-х до 1860-х років — завершення процесу колонізації казахських земель і повне приєднання території Казахстану до Росії.

Незважаючи на очевидність процесу, в історичній літературі стверджувалося думка про добровільне підданство, про добровільне приєднання Казахстану до Росії. Все це робилося з метою завуалювати сутність російської імперської політики з захоплення казахських земель і перетворення Казахстану на сировинний придаток імперії. Якщо політику Росії в перший період можна характеризувати як «м'яку», то на наступних етапах вона круто змінилася, замістившись «жорсткою». Царські влади розширили фронт каральних заходів, відтісняючи казахські кочовища вглиб степів, що викликало загальний протест в усіх жузах. Захопивши землі Молодшого і Середнього жузів військовими силами, царський уряд почав проводити територіально-адміністративний перебудову і вводити, всупереч бажанню місцевого населення, нову систему управління. Таке ставлення також викликало законне невдоволення в народі. Великі народні хвилювання часто переростали у національно-визвольні повстання.

### Повстання під проводом Сирима Датова
Через сім років після придушення селянської війни 1773—1775 років під проводом Омеляна Пугачова, в якій казахи брали активну участь, у Молодшому жузі в 1783 році спалахнуло повстання шаруа. На чолі повсталих став старшина роду Байбакти Сирим Датули.
Національний рух казахів під проводом Сирима Датова був напряму пов'язаний зі спробами уряду Росії регулювати внутрішнє життя підкорених казахських родів. У другій половині XVIII століття найбільше від російського колоніалізму страждав Молодший жуз. Російська колоніальна політика на землях Молодшого жузу в 1750—1770 роках проявилася в будівництві укріплених ліній, встановленні уздовж річок забороненої десятиверстої смуги, забороні переганяти худобу в пониззя Яїку, зловживаннями козаків. Землі в межиріччі Уралу і Волги, на березі Каспійського моря, на правому березі Іртишу або були зайняті під козацькі хутори і казенні ріллі, або були заплановані під такі, уральські козаки вимагали надання аманатів (заручників) при проході через територію, контрольовану військом, а потім правління війська і зовсім заборонило козакам здачу землі під найм, тобто фактично заборонило перехід казахів за Урал, на «внутрішню сторону». 19 жовтня 1742 Росія відмовила хану Нурали, який просив зняти обмеження на випас худоби вздовж Яїка, а 2 жовтня 1756 року казахам заборонили переганяти худобу взимку на правобережжя Уралу. У відповідь спалахнуло справжнє повстання, розпочалися численні набіги на форпости і укріплення, а у відповідь каральні експедиції козаків і урядових військ. Лідер повстання Сирим Датули виступив проти хана Нурали. Метою повстання було припинення колоніальних захоплень і повернення захоплених земель, обмеження свавілля сім'ї хана і козаків Уралу. Рушійною силою повстання стали шаруа. Фактично повстання почалося у 1778 році. У першій із сутичок з козаками загинули діти Датули. Але Датов ще вважав, що вилучення земель можна припинити, переконавши російську владу.
Перша велика битва з козаками відбулася у 1784 році. Загін повстанців налічував понад тисячу сарбазів. Воїни Датули Датова обложили козацьку фортецю Уральськ і дотримувалися партизанської тактики. В свою чергу, карателі, що були не в силах впоратися з повстанцями, нападали на мирні аули. Хан Нурали, побоюючись повстанців, відкочував до Уральської козацької лінії. Надалі Нурали-хан відкрито допомагав карателям. Послаблювало його положення в Жузі і отримання платні від Петербургу. Зростання конфронтації підштовхнули Датова до повалення Нурали з ханського трону.
Симбірський намісник барон Ігельстром, бажаючи скасувати ханську владу, почав вносити розкол між чингізидами і батирами. Реформа Ігельстрома полягала в спробі скасування ханської влади в Молодшому жузі і зосередження влади у Прикордонного суду. Датов теж був за усунення єдиновладдя хана і за владу ради біїв. Нурали-хан був незадоволений цим. Це призвело до того, що Датов відійшов від первинних завдань повстання, хоча і залишився ворогом царизму. У 1785 році старшини Молодшого жузу скинули Нурали з ханського трону. У 1791 році ханом став султан Єрали, але він помер у 1794. Його наступник, хан Єсім був убитий військами Датова в ході повстання. Побоюючись наростання антимонархічних настроїв, російська влада відмовилися від плану Ігельстрома. Датов, в свою чергу виступив «за такого хана, якого поважав би народ». У 1797 році Ігельстром все ж таки відновив ханське управління і поставив ханом впливового у жузі старого Айшуака, лояльного до Росії. 17 березня 1797 року Датов напав на Ханську ставку, після чого князь Потьомкін наказав «витіснити кіргизкайсацьких розбійників до Емби». У 1797 році Датули, уникаючи атак, відступив у Хіву, де і помер.
Причинами поразки повстання прийнято вважати родові протиріччя і розбіжності старшин Молодшого жузу, розбіжності у вимогах рядових кочовиків, військова перевага карателів. Наслідки повстання — казахам у 1801 році дозволили переходити на правий берег Яїку, виникло Букеєвське ханство. Повстання Датова було найбільшим повстанням в кінці XVIII століття в колоніях Росії. Повстання Пугачова і Датули продемонстрували що ханська влада слабка і не забезпечує реалізацію політики царизму, зростання активного небажання значної частини місцевої феодальної еліти співпрацювати з колоніальною владою.

### Національно-визвольна боротьба казахського народу у 1824—1870 роках
У 1820-х роках Росія розпочала великомасштабний наступ на Казахське ханство з метою остаточного його підкорення та перетворення на колонію. Цей наступ вівся за трьома основними напрямками:
1. Військове закріплення — будівництво нових укріплених ліній, збільшення військових гарнізонів, створення козацьких поселень;
2. Політичне закріплення — проведення адміністративних заходів, що обмежували права казахів;
3. Економічне закріплення — масове захоплення казахських земель, введення численних податків.

Сукупність цих заходів склала зміст колоніальної політики царизму в Казахстані. У відповідь на це казахи усіх жузів піднялися на боротьбу з агресією і колоніальне завоювання затягнулося на цілих сорок років.

### Колоніальні заходи в молодшого та середнього Жузе 1822—1814
На початку XIX ст. стало четковирісовиваться величезне стратегічно значення Казахстану, розташованого між Росією, середньоазіатськими ханствами і Китаєм. Для подальшого просування в Азію Росії було потрібно зміцнитися, перш за все, в казахських степах. Активізація колоніальної політики пояснювалася також економічними інтересами зростаючої російської буржуазії. Казахстан привертав руських купців як джерело тваринного водческого сировини і ринок збуту промислових товарів, неконкурентоспроможних на західному ринку.
Користуючись арештом Арингази і смертю Уалі хана, колоніальна адміністрація вирішила перейти в наступ на степ. Спираючись на частину султанів, відданих російським властям, царат створив у Північному та Західному Казахстані нову систему управління, засновану на «Статуті про сибірських киргизів» і «Статуті про оренбурзьких киргизів».
Статут про сибірських киргизів 1822 року
Цей документ був розроблений 1822 року під керівництвом М. Сперанського. Після поділу Сибіру на дві частини (1822 р.) територію Казахського степу зараховано до Західного Сибіру, головне управління якого до 1839 р. знаходилося в Тобольську, з 1839 р. — в Омську.
За Статутом, Область сибірських киргизів поділялася на зовнішню та внутрішню округу. Під зовнішню округу ввійшли казахи, що кочували за р. Іртиш. З 1822 до 1838 року було утворено 7 округ — Каркаралінську, Кокчетавську, Аягузьку, Акмолінську, Баянаульську, Кушмурунську, Кокпектинську. На чолі округ стояли окружні накази «Дуан», де зосереджувалися адміністрація, поліція, суд. Накази очолювали ага-султани, при них працювали чотири засідателі, два російських чиновники, призначувані губернатором і два казахи, які обираються на два роки почесними біямі, старшинами. Старший султан обирався, згідно з положеннями Статуту, на зборах султанів на три роки. Йому надавалося на час служби звання майора. Хто успішно витримав три вибори, міг претендувати на диплом дворянина.
До округи входило від 15 до 20 волостей. На чолі волостей стояли волосні султани, правда, за неіменіем їх у багатьох пологах на цю посаду вибирали представників «чорнойкості». За своїм становищем вони прирівнювалися до чиновників 12 класу, їх власть була виконавчого характеру, виконання наказів і поста новлення дуана та виконання судових вироків.
Кожна волость складалася з 10—12 аулів. Аульні старшини обиралися кожні три роки, затверджувалися окружним при казом. Кожен із таких адміністративних аулів об'єднував від 50 до 70 юрт-шанираків. При організації округів і волостей вчи розробляються родовий поділ, з цим поєднувалися і територіальні ознаки. Кожен округ отримував певну терріторію.
За Статутом, судові справи ділилися на кримінальні та цивільної. Найсерйозніші справи вилучалися з відання Бійського суду. Але навіть при розгляді менш важливих питань рішення суду біїв могли бути оскаржені в окружні накази. Статут ввів податкову систему — кожне господарство має платити уряду ясак в розмірі однієї голови з 100 голів худоби. Вето числа не входять верблюди — основне в'ючна тварина, необхідна для розвитку торгівлі. Перші п'ять років казахи, що прийняли Статут, звільнялися від податків. Документом передбачалися й інші види повинностей — охорона караванів, гужова повинність, пошта, спостереження за шляхами сполучення.
«Статут про сибірських киргизів» мав сприяти цивільній і військовій колонізації Північно-Центрального Казахстану, закріпленню казахських аулів на певній території, організації нового політико-адміністративного управління, що б посприяло завершенню приєднання Казахстану до Росії.
«Статут про оренбурзьких киргизів 1824».
Розроблений 1822 року Оренбурзьким генерал-губернатором П. Ессеном проект аналогічного статуту для Молодшого жузу був ухвалений Азійським комітетом 1824 року. Сергази був викликаний до Оренбурга і залишений там на постійне проживання з платнею 150 рублів сріблом на місяць. Йому присвоєно звання «першоприсутстнього в Оренбурзькій наванничній комісії». м. У зв'язку з цим одразу ж було прийнято рішення про отменеханської влади.

### ОстаннійханМолодшого жуза
Молодший жуз був розділений натри частини: західну — з родів байули; середню — жетиру і частково алімули: східну — з алімули, а також кипчаків й аргинів. Султани-правителі, поставлені на чолі частин, по суті були чиновниками Оренбурзької прикордонної комісії, куди увійшли голова, по чотири радника і засідателя із заможних казахів. За своїх обов'язків комісія виконувала функції губернського правління.
При кожному султана-правителя знаходився козацький загін під командуванням офіцера. Ставки їх знаходилися в козачих станицях й укріпленнях. Як султани-правителі, так і їх помічники ставилися з прошарку султанів.
Усі посадові особи в Молодшому Жузі, починаючи від аульного старшини і закінчуючи султаном-правителем, призначалися Оренбурзьким генерал-губернатором за рекомендацією прикордонної комісії. Тут не було виборчої системи.
Проведення в життя положень цих документів означало колоніальне закабалення Казахстану, що, природно, викликало вибух обурення в степу. Почалися локальні виступи, які згодом злилися у визвольну війну проти Росії.

### Початок війни в молодшому Жузе
Як уже мовилося, 1823 року батир Жоламан Тленшіули оголосив Росії війну. Приводом послужило будівництво Ново-Ілецької лінії. Найкращі землі в районі Жаіка і Ілека були відібрані у казахів і віддані під козачі хутори. Неодноразові письмові звернення Жоламана до Оренбурга не дали результату. Крім того, продовжували утримувати в полоні хана Арингази і багатьох старшин Молодшого жуза. Зневірившись домогтися їх звільнення і повернення земель мирним шляхом, Жоламан починає військові дії проти Росії.
Казахи Молодшого жуза, які підтримали заклик Жоламана, почали нападати на прикордонні укріплення і аули султанів-правителів. Каральні експедиції не мали успіху.

### Початок воїни в Середньому Жузе
У цей же час піднімаються на боротьбу з колонізаторами і казахи Середнього жуза, на чолі яких став султан Саржан Касимули.
Для впровадження в життя положення Статуту і будівництва військових укріплень до степу були вислані два загони, один під командуванням підполковника Броневського, інший — підполковника Григоровського. 1824 року за активної участі проросійськи налаштованих султанів були закладені фортеці Кокчетаві Каркаралінськ і відкриті відповідні накази. Почалися стихійні антиросійські рухи в Північному та Центральному Казахстані.
На чолі казахських загонів став султан Саржан, який протягом дванадцяти років вів невтомну боротьбу з російськими колонізаторами і ага султанами, вимагаючи виведення військ з казахських степів і знищення наказів і фортець. 1826 року загони Саржан зробили похід на Каркаралінській наказ. На допомогу обложеним в Каркаралінську прийшли російські війська, сотника Кар Бишева і Саржан був змушений відступити.
1832 року російські загони заклали Акмолинської фортеця і відкрили Акмолінський наказ. У той же час загін сотника Пота нина завдав поразки Саржану в урочище Сулу-Коль. Ці невдачі спонукали Саржан обратітьсяк кокандські влади з пропозицією женіем про укладення союзу проти Росії. Ташкентський правитель — кушбегі прийняв цю пропозицію. 1834 року об'єднане військо зайняло район гір Улитау і заклав фортецю Корган, але загін генерала Броневского розгромив ташкентців і змусив Саржан покинути територію Центрального Казахстану. 1836 року ташкентський кушбегі, злякавшись посилення впливу Саржан на півдні Казахстану, підступно вбив його разом з братами Есенгельди і Ержаном.

### Повстання казахів Букеєвського ханства
Постійні утиски царських чиновників і їхніх прислужників-родичів Жангір хана призвели до наростання стихійного обурення казахів Бокеевского ханства, що вилилося 1837 року у збройне повстання, очолений батир Исатай Тайманули (Исатай Тайманов), Махамбет Отемісули (Махамбет Утемісов) і султаном Каіпкалі Есімули.
Великі сили повстанців кількома загонами стали прибувати до ставки Жангіра, по дорозі знищуючи ханських чиновників. Восени почалася облога ханської ставки. Із російських фортець, з Астрахані, Уральська й Оренбурга вийшли війська для придушення повстання. 30 жовтня Ісатай був змушений зняти облогу і відступити. Проте відірватися від переслідування йому не вдалося. 15 листопада в урочищі Тас тобе відбувся бій із карателями, що закінчилося поразкою казахів.
У грудні Исатай і Махамбет з невеликим загоном прорив вались через прикордонну лінію і пішли на територію Молодшого жузу. Зв'язавшись з Жоламаном і Каіпкалі, вони почали збирати нову армію. Навесні 1838 р. на масліхатів Молодшого жуза було вирішено укласти союз з Хівой і оголосити війну «газу ват» проти Росії. До кінця 1838 казахські загони налічували близько 2 тисяч осіб.
Надаючи великого значення військових приготувань Каіп калі, Исатая і Махамбета, боячись їх об'єднання з Кенесари, царський уряд виділив спеціальні війська на чолі з підполковником Геке. Остання битва відбулася в районі Ілецьк защіти. Султану Каіпкалі вдалося втекти від переслідую Ватель, а Ісатай загинув. Чимало батирів після цього приєднались до Жоламану і Кенесари, а Махамбет відправився в Хіву і став спільно з Каіпкалі готувати нове повстання в Букеєвському ханстві.
Таким чином, на першому етапі 1824—1832 рр. народно-визвольна війна носить характер локальних військових виступів. У молодшому Жузе вони були очолені Жоламаном Тленшіули, в Бокеєвскому ханстві — Исатай і Махамбет, в Середньому Жузе — султаном Саржаном Касимули. І тільки з приходом до керівництва рухом султана Кенесари (каз. Кенесары Қасымұлы, Кене-хан) розрізнені сили казахів об'єднуються, і війна входить в новий етап.

### ПовстанняКенесариКасимова 1837—1841
(Перехід керівництва рухом Кенесари)
Смерть Сар Жана ненадовго зупинила подальше зростання національно-визвольного руху казахів. Проте вже влітку 1837 р. почався новий, потужніший виступ, очолюваний братом Саржан — Кенесари.
Сам Кенесари не раз зазнавав переслідувань з боку колоніальних властей. В одному зі своїх листів генерал-майору Генсу Кенесари докладно перераховує, як його особисто, за намовою султана Джамантая Букеева, що посилаються в степ загони руйнували 1825, 1827, 1830, 1832, 1836 року. Кенесари бився спочатку під керівництвом свого батька Касима, а потім брата Саржана. Перша згадка про участь 23-річного Кенесари в рядах загонів Саржана належить до 1825 р. Як керівник казахських загонів він виступив на арену лише після вбивства його батька і брата.
Ставши на чолі національно-визвольного руху, Кенесари відмовляється від політики своїх братів, які шукали опору в «єдиновірних» середньоазіатських ханствах. Він вирішує вести боротьбу на два фронти — проти царської Росії і середньоазіатських ханств, в першу чергу, проти Коканда, поневолив частина казахського народу. Власне збройного виступу передував ряд спроб прибрати систему укріплень на землях Середнього жуза листами, адресованими сибірським владі, але вони залишалися без відповіді.
Навесні 1837 Кенесари з невеликим загоном з'явився на території Акмолинської округу. Казахи стали масами стікатися під його хоругви. На чолі окремих загонів стали як найближчі родичі Кенесари — Науризбай, Абилгази, Альжан, бопа ханум, так і неродовитої батири з народу — Агибай, Жанайдар, Іман Дулатули, Жоламан Тленшіули, Бухарбай. Крім того, у лавах Кенесари було багато втікачів російських солдатів, засланих поляків, башкирів. Башкири і російські виливали гармати, виготовляли рушниці, навчали казахських воїнів пішому строю. Один із втікачів, ім'я якого невідомо, служив особистим секретарем Кенесари. Крім того, на першому етапі до нього приєдналася частина султанів ібіев, які перебували на російській службі, частиною переслідуючи свої інтереси, частиною від страху перед Кенесари.

#### Успіхи казахської армії
Влітку 1837 було розгромлено каральне відділення Чірікова і під владою Кенесари виявилися території Акмолинського, Кокчетавського, Каркаралінского і Баянаульского округів. На початку 1838 розрізнені загони казахів об'єднуються під владою Кенесари. Навесні він направляє посольство західносибірському губернатору Горчакову зі спеціальним листом-протестом проти політики російської влади.
У своєму листі Кенесари вимагав знищення укріплених пунктів на казахської території, повернення відібраних пасовищ, у випадку невиконання залишаючи за собою право продовжити війну. Представникам султана не вдалося доставити лист Горчакову. По дорозі до Омська вони були схоплені і віддані суду. Зрив переговорів із Росією змусив Кенесари відновити активні дії.
Загони казахів розгромили загін військового старшини Сімонова, аули ага-султана Конуркульджі Кудаймендіна, напали на Аманкарагайський приказ. Влітку 1838 війська Кенесари зосередились в Акмолинської фортеці. 7 серпня після запеклого штурму фортеця була захоплена, усі її зміцнення зірвані, а споруди спалені. Комендант фортеці Карбишев і Конуркульджа під покровом темряви втекли. Після цього впродовж осені казахи продовжували партизанську боротьбу, систематично нападаючи на прикази, пікети і роз'їзди, спустошуючи аули султанів-правителів і перериваючи комунікації. Тоді ж загони Кенесари починають переходити в райони річок Торгау і Иргиз із метою об'єднатися з загонами Молодшого жуза, очолюваними Жоламан батир.
З кінця 1838 райони Торгая і Иргиза стають основною базою казахських загонів, а військо Кенесари об'єднує більшість пологів Середнього і Молодшого жузов. Колоніальна адміністрація, бачачи марність каральних експедицій углиб степу, змінює тактику та укладає перемир'я з казахами. 1840 року Кенесари отримав амністію, були повернуті з полону його родичі, припинені каральні походи російських військ у степ, почалися переговори між казахами і російським урядом.

#### Відновлення Казахського держави
Із 1840 починається новий етап визвольної війни, пов'язаний із відродженням казахської державності. Підготовлені наради представників казахських родів завершилися у вересні 1841 обранням Кенесари ханом відновленої казахської держави. Хан Кенесари провів ряд адміністративних і судових реформ, спрямованих на посилення централізації влади і створення міцного тилу для продовження боротьби. При хані працювала дорадча ханська рада, до якої входили його сподвижники. Були організовані відомства, відповідальні за збір податків, військову підготовку, дипломатичне листування.
Особливі помічники хана, жасаули, були закріплені за раз особистими родами і повинні були стежити за виконанням ханських розпоряджень. Судом мали право займатися тільки ті беї, які мали дозвіл від Кенесари. Для всього кочового населення ханства визначено податок «зякет», для землеробського — «ушур». Підкорялись Кенесари казахські роди були дени звільняються від податків на користь російської і кокандські скарбниці.
Реформував хан і свою армію. При ньому з'явилася у казахів артилерія, казахи почали опановувати піший строй. Від полонених та втікачів солдатів і офіцерів Кенесари переймав основи російської тактики. Він вперше ввів відзнаки і систему нагородження відзначилися воїнів. Хану вдалося створити дисципліноване, добре навчений, мобільне кінне військо, що налічує до 20 тисяч чоловік.

#### Бойові дії 1841—1844 року
Використовуючи коротку передишку в боротьбі з Росією, Кенесари почав війну з Коканд для звільнення родів старшого жуза. У вересні 1841 р. його війська зайняли міста Созак, Яни-Курган, Жулек і Ак Мечеть. Однак 1842 року перемир'я з російським урядом було порушено. Сибірський загін під командою Сотникова напав на аули Кенесари, угнав велику кількість худоби і полонених, серед яких була його дружина.
Військові дії у степу відновилися в серпні 1843. Загін із 5000 чоловік під командуванням полковника Візанова виступив із фортеці Цукрового, інші загони вийшли з Омська, Петропавловська і Каркаралінська. З боку річки Тоболу виступив загін султана Ахмета Жантюріна, що складається з відданих царизму казахів. Уміло маневруючи, Кенесари виснажені в боях загін Бізанова і змусив Єгови вересні 1843 відступити в Орськ. Інші ряди з настанням осінніх холодів також були змушені покинути степ і повернутися у фортеці.
Військо Кенесари наприкінці 1843 налічувало 8 тис. чоловік, добре навчених і озброєних, основною базою його слугували степу торгах і Иргиза. Колоніальні власті вирішили оточити повстанців одночасним ударом трьох колон з Орська, від Тоболу і гір Улитау. Орським загоном командував військовий старшина Лебедєв, Тобильским — султан Ахмет Жантюрін, сибірським-генерал-майор Жемчужников. Ці загони мали наприкінці травня об'єднатися й замкнути кільце оточення навколо Кенесари в районі Торг. Проте незнання степових умов, вміла дезінформація, пущена розвідниками хана, і постійні набіги партизанських загонів зірвали цей план. Маневруючи, повстанці легко пішли від загону Лебедєва та вийшли з оточення. Сибірський загін запізнився, і Лебедєв змушений був повернутися в Орськ.
Улітку 1844 для з'єднання з Жемчужниковим був направлений загін полковника Дуніковського. У верхів'ях Тобила до нього мав приєднатися Ахмет Жантюрін. Але в ніч з 20 на 21 липня на річці Улкояке Кенесари повністю знищив загін Жантюріна і, обійшовши загони Дуніковського і Жемчужнікова, напав на Оренбурзьку лінію. У середині серпня він розгромив Катерининську сторінку з фортецею. Каральні загони були змушені відступити. Царський уряд знов почав переговори з Кенесари. Хан просив провести межу між Казахським ханством і колоніальними військами на річках Нуреев і єсиль до Жаіка, тобто вже не вимагав звільнити землі, захоплені раніше. Однак царський уряд має намір було захопити весь казахський степ, щоб почати завоювання Середньої Азії

#### Відступ казахської армії
До середини 40-х років XIX ст. російські війська вже далеко просунулися в глиб казахської території. Лінії укріплень, що йдуть із боку Сибіру і Оренбурга, повинні були з'єднатися в кочів'ях Старшого жуза. Перед Росією стояло завдання завершити завоювання Казахстану. Для цього в центрі казахських кочовищ починають зводитися нові фортеці — Кокпектинського (1844), Оренбурзька (Тургай) і Уралська (Іргиз) (1845 р.).
Восени 1845 російські війська та загони відданих царизму ага султанів почали нові наступи на аули Кенесари. Зазнаючи важких втрат, казахи були змушені залишити Торгайський степ і відступити в райони рік Сарису і Чу.
Відступивши на південь, хан не припиняв боротьби з російськими військами, однак основні сили були кинуті на війну з Кокандом. З'єднавшись з батиром Жанкожа Нурмухамедули, Кене сари почав звільнення казахських родів, які перебували під владою Коканду. На початку 1846 р. союз Бухари з Кокандом і похід карального загону генерал-майора Вишневського змусив Кене сари відступити і закріпитися на півострові Камал у гирлі річки Або. Взимку 1846 року загони кенесарінців з'явилися в кочів'ях Старшого жуза на річці Або і в околицях Алатау. Кенесари звернувся до киргизьких манапам, закликаючи їх до спільної боротьби проти Росії і Коканду. Однак киргизи, очолювані манапом Ормоном, відкинули його пропозицію і почали набіги на аули, підвладні Кенесари. Почалася важка війна на три фронти — проти кокандські військ, киргизів і загону Жемчужникова, що діяв у Жетису.

#### Загибель Кенесари
Протягом 1846—1847 рр. Кенесари зумів об'єднати сили казахів всього Старшого жуза, захопити фортецю Мерк, розпочати будівництво укріплення на річці Шу. Восени 1846 року було укладено перемир'я скиргизамі, проте незабаром по нау щенію кокандців Киргизи вбили казахського батираСаурика, і війна відновилася.
Загони Кенесари увійшли 1847 року в киргизькі землі. Тут казахські війська зіткнулися з величезними труднощами. Незнання місцевості, вороже ставлення з боку місцевого населення, спільні дії киргизів, кокандців і російських загонів перед визначили поразку. Остання битва Кенесари відбулося в горах Кекли, недалеко від Бішкека. Казахи були оточені кокандські і киргизькими загонами, в бою загинув брат хана-батир Науризбай, сам Кенесари потрапив у полон. Перед стратою він ще раз звернувся до киргизьким манапам з пропозицією припинити ворожнечу і об'єднати сили для спільної боротьби проти спільного ворога, однак і цього разу манапи відхилили його пропозиції.
Західно-Сібірскійгенерал-губернатор Горчаков нагородив всіх, хто відзначився у війні киргизьких манапов, а до вбивці Кенесари, манапу КалігулуАлібекову, звернувся з подяку тиментом листом і нагородив його срібною медаллю. Голови загиблих у боях казахських жігітов були послані як по даркакокандскому хана. У помста за смерть хана казахи Стар шего жуза зробили ряд походів в Киргизстан, і кілька манапов були жорстоко покарані.
Після смерті хана Кенесари і поразки казахської армії в Киргизстані майже всі землі Казахстану опинилися під владою Росії, проте опір казахів тривало. У молодшому Жузе діяли загони батира Есет, на Сірдар'ї — Жанкожі Нурмухамедули, у Південному Казахстані — султана Сиздика Кене-сариули.

### Наступ російських військ у Жетису і на Сирдар'ю
Розгром казахської армії і страта Кенесари визначили пора ються казахів у війні. Однак опір розрізнених загонів дов тривало дуже довго. Користуючись чисельною і технічні ким перевагою, російські війська просувалися з боку Омська й Оренбурга на південь, у землі Старшого жузу. 1847 року великий козачий загін проникнув до Жетису та побудував там Копальське укріплення. Одночасно колоніальна армія займає низовини Сирдар'ї, де заснувала укріплення Раїм, перейменоване 1848 року в Аральське.
Казахи, справедливо вважаючи, що будівництво фортець призведе до нових земельних обмежень і поселення козаків, 1847—1848 року почастішали напади на окремі російські загони, пограв ич н ті у крепленія. Зачастую протест виражався в откочевке казахських аулів в землі, подвластниеХіве і Коканд . Незважаючи на опір, наступ російської армії продовжувалося. 1850 року було взято кокандську фортецю Шим-Корган, у серпні 1852 року — фортеці Камис-Корган і Кос-Корган. З прибуттям російського експедиційного загону в низинах Сирдар'ї було закладено укріплення Кармакши. 1854 року з цих укріплень, а також форту Перовської (Ак Мешіт), була утворена Сирдар'їнська військова лінія.
Продовжувалося і завоювання Жетису. 1850 року казахідоліни Або, уклавши союз із Коканд і киргизів, почали круп номасштабние дії проти російських військ. Центром опору тівленія було зміцнення біяТаішібека при впадінні річки Алмати в Каскелен. Для боротьби з об'єднаним казахсько-кокандським військом була сформована спеціальна військова експедиція під командою підполковника Карбишева. У травні 1851 р. російські війська зруйнували укріплення Таішібека і оволоділи Межиріччям Або і Шу.
1853 року після взяття фортеці Ак Мешіт російське урядів вирішило об'єднати Сибірську і Сирдар'їнської лінію. Для здійснення етогоплана в Жетису вийшов загін під командуванням нанням Перемишльського, що всередині, 1853 р. побудував Ілійський пікет, а навесні 1854 зміцнення Вірне вурочіще Алмати. З підставою вірного почалася активна колонізація його окрестностей. 1855 року сюди прибуло 400 сімей з Сибіру, які утворили Велику Алма-Атинська станицю. Тоді ж обра тися станиці Лепсінская, Урджарская, Мала Алма-Атинська, Талгарская, Іссикская, зміцнення УзунАгачскре і Кастекское. Район вірного стає оплотом колоніальних властей вЖетису.

### Повстання Есет батира і Жанкожі Нурмахамедули
У середіне 50-х-початку 60-х років антиколоніальну війна казахів спалахнула з новою силою. У районі Приаралля казахськими загонів дами керував батир Есет, в районі ніжнеготеченія Сирдар'ї-Жанкожа Нурмухамедули. Об'єднане кокандські-казахське військо відновило активні дії проти росіян в Жетысу.
У травні 1853 р. у зв'язку з походом російських військ на Ак Мешіт і перекиданням вантажів і військ на Сірдар'ї була розпочата конфіскаціяверблюдов у казахів. Ці дії колоніальних властей послу жили приводом длявиступленія казахського роду шекти під керів ництвом Есет батира. У лютому 1854 року проти казахів був висланий загін барона Врангеля, якому однак не вдалося домогтися успіху.
1855 року в казахську степьпроніклі чутки про поразку Росії в Кримській війні, і антиросійські рух активізує валось. У липні загони Есет розгромили війська султана-правителя Жантюріна, сам султан був убитий, козацький загін, який супроводжував його, відступив кпогранічной лінії.
Колоніальні влади, неімея достатньо сил для боротьби з казахами, стали підкуповувати окремих старшин ісултанов, розпалювати ворожнечу між казахськими пологами, намагаючись розколоти антиросійські рух. Одночасно організовувались каральні експе діціі, грабували казахські аули. Особливо жорстоко діяли загони Михайлова, Кузьмінського і Деришева. Влітку 1856 на казахські кочовища знову обрушилася каральна експедиція. У вересні 1858 року в урочищі Сан загін Есет зазнав остаточної поразки, а залишки його приєдналися до батир Жанкожа.
Жанкожа Нурмухамедули, одініз соратників Кенесари хана, спочатку припинив боротьбу з Росією. Однак послестроітельства укріплень у пониззі Сирдар'ї і почала козачої колонізацііпрестарелий батир відновив військові дії проти російських військ. У середині грудня 1856 р. в загоні Жанкожі батира було вже більше 1500 казахів, незадоволених колоніальною політикою Росії. Наприкінці грудня казахи осадили Казалінський форт і почали переговори з Хівою та загонами Есет про спільні дії.
У грудні 1858 р. з АкМешіта вийшла каральна експедиція під командуванням генерал-майора Фітінгофа. І в січні 1859 р. в короткому, але кровопролитному битві казахи зазнали пора женіеі були змушені відступити на територію Хіви. Казах ські аули були подвергнутижестокім репресіям.

### ПОВСТАННЯ ЕСЕТ-БАТЫРА І ЖАНКОЖА НУРМУХАМЕДУЛЫ
У 50-і — на початку 60-х років антиколоніальна війна казахів спалахнула з новою силою. У районі Приаралья казахськими загонами керував батир Есет, у районі нижньої течії Сырдарьи — Жанкожа Нурмухамедулы. Об'єднане кокандско — казахське військо відновило активних дій проти російських письменників у Жетису.
У травні 1853 року у з походом російських військ на Ак-Мешит і перекиданням вантажів і військ на Сырдарье розпочато конфіскація верблюдів у казахів. Ці дії колоніальних влади стали приводом для виступи казахів роду шекты під керівництвом Есет-батыра. 3 лютого 1854 року проти казахів був висланий загін барона Врангеля, якому, проте, зірвалася домогтися успеха.
1855 року у казахську степ проникли чутки про поразку у Кримській війні, і антиросійське рух активізувалося. У загони Есета розгромили війська султана-правителя Жантурина, сам султан було вбито, козачий загін, супроводжував його, відступив до прикордонної лінії.
Колоніальні влади, які мають досить сил для боротьби з казахами, стали підкуповувати окремих старшин і султанів, розпалювати ворожнечу між казахськими пологами, намагаючись розколоти антиросійське рух. Одночасно організувалися каральні експедиції, грабившие казахські аули. Особливо жорстоко діяли загони Михайлова, Кузьмінського і Дерышева. Влітку 1856 р. на казахські кочовища знову обрушилася каральна експедиція. У вересні 1858 р. в урочищі Сан загін Есета зазнав остаточної поразки, а залишки його приєдналися до батыру Жанкожа.
Жанкожа Нурмухамедулы, одне із соратників Кенесары хана, спочатку припинив боротьбу з Росією. Проте після будівництва укріплень в низов'ях Сырдарьи та початком козацької колонізації престарілий батир відновив воєнних дій проти російських військ. У грудня 1856 р. у боївці Жанкожи — батиря було вже понад 1500 казахів, незадоволених колоніальної політикою Росії. Наприкінці казахи взяли в облогу Казалинський форт і розпочали переговори з Хивой і загонами Есета про спільні дії.
У грудні 1856 року з Ак-Мешита вийшла каральна експедиція під керівництвом генерал-майора Фитингофа. Й у січні 1856 р. в стислому, але кровопролитному бої казахи поразки зазнали і змушені були відступити біля Хіви. Казахські аули понесли жорстоким репресіям.

### Завершення завоювання Казахстану
Восени 1860 казахи всоюзе з Коканд зробили останню спробу вигнати рус ських з Жетису. Кокандскій хан направив проти вірного 12-тисячний військо, до которомупрісоедінілісь казахи та Киргизи. Багато біі і старшини, присягнули ранееРоссіі, стали пере ходити на бік кокандців. На чолі окремих казахскіхотрядов встали біі Суранші, Дікамбай, Альдекен, Андос, султан Сиздик. Об'єднане військо, що налічувало до 22 тис. людей, 20 жовтня вийшло до рекеКара-Кастек в урочищі Узинагаш, де зустрічаються тілось з російськими загонами. Жорстока кривава битва закінчилася поразкою союзників. Кокандскійвоеначальнік був убитий, узбеки почали безладно відступати, багато замерзліпрі переході через Шу. Казахи і Киргизи деякий час продовжували нападати нараз'езди і зміцнення російських військ.
Царський уряд вирішив остаточно розправитися з кокандським ханством і непокірними казахами, і після кількох розвідувальних походів навесні 1864 спрямував війська проти них. Російські загони зайняли Мерк, Ауліе Ату, Туркестан, але під Чімкентомпотерпелі поразки і були змушені отс тупити. У вересні 1864 наступленіевозобновілось з двох сторін: з Туркестану під командуванням полковника Черняєва, з Ауліе Ати — підполковника Лерхе. Після нетривалої облоги Чимкент билвзят штурмом. Так вся територія Казахстану виявилося під владою Росії, іосвободітельная війна закінчилася пора женіем казахів.
Загони казахів під командуванням султана Сиздика в 1864—1873 рр.. брали участь у війні проти Росії на боці спочатку Коканда, потім Бухари і, нарешті, Хіви. Послепаденія Хівінського ханства Сиздик емігрує до Афганістану, звідти перебіраетсяв Кашгар, де бере участь у боротьбі проти китайських загарбників. Після захватаВосточного Туркестану Китаєм, восени 1877 Сиз Дик повернувся у Казахстан іотошел від політичної діяльності. Можна виділити кілька причин поразки казахів:
1. технічна перевага російської армії, за якою стояла Російська імперія з величезними людськими й економічними ресурсами;
2. зрада значної частини султанів і біїв, що перейшли на російську службу;
3. недалекоглядна політика південних сусідів Казахстану — хівинців, кокандців і киргизів, що допомагали Росії в 30-40-х рр. боротися з армією Кенесари-хана;
4. неузгодженість дій казахів.

Тільки в 1837—1847 рр. казахські війська виступали як єдине ціле, після смерті ж Кенесари кожен казахський рід чинив супротив російській експансії поодинці.
Таким чином, народно-визвольна війна 1824—1864 рр. закінчилася поразкою казахів ився територія Казахстану опинилася під владою Росії. І тільки в середіне60-х років XIX ст. Казахстан був завойований і перетворився на російську колоніальну околицю. З цього часу починається новий період казахської історії — коло ніальний.

## Повстання 1916 року
Повстання Амангельди Іманова
Страждаючи від голоду та переселень, казахи взяли участь у центрально-азійському повстанні, спрямованому проти призову до російської армії, який було оголошено царем у липні 1916 року. Наприкінці цього року російські війська жорстоко придушили повстання. Тисячі казахів загинули, тисячі втекли до Китаю та Монголії.
Казахстані розгорнувся потужний національно-визвольне повстання. У Семиреченской області його очолив Токаш Бокин, в Акмолинської-Адильбек Май-Кутів, в Уральської — Сеіткалі Мендеш, в Тургайской — Амангельди Іманов і Алібі Джангільдін.

## ПеріодАлаш-Орди
Правління Російської імперії закінчилося перемогою Російської Революції 1917 року, коли більшовики захопили владу в Росії. Казахська партія Алаш-орда, проголосила автономію казахського народу в грудні 1917 р. Лідери Алаш-Орди (Ахмет Байтурсінов, Аліхан Бокейханов, Міржарип Дулатул, Р. Тинишпаев, Мустафа Шокай) заснували Казахський уряд, що був поділений на східні й західні адміністративні зони у зв'язку з великими розмірами казахської території.

## Розгром Туркестанської (Кокандське) автономії
У січні 1918 р. у відповідь на пред'явлений ультиматум Шокай відмовився визнати владу Рад. Для знищення Туркестанської автономії з Москви до Ташкента прибули 11 ешелонів з військами і артилерією [2], до складу карального загону увійшли червоноармійці ташкентського гарнізону та вірменські дашнаки. 6 лютого 1918 року більшовики розпочали штурм Коканду і за три дні повністю зруйнували стародавнє місто. Відповіддю на розгром Туркестанської автономії став потужний національно-визвольний партизанський рух, названий більшовиками басмачеством і ліквідоване Радянською владою лише в 30-і роки [3]. Мустафа Шоку дивом врятувався під час розгрому і таємно втік у Ташкент. Два місяці тут він проживав нелегально і тоді зійшовся зі старою знайомою Марією Горіної.
Пізніше Шоку говорив: "Ми називали Радянську владу, встановлену в Ташкенті, " ворогом нашого народу ". Я не змінив свою точку зору за останні десять років ". (Англ. We called the soviet power then established in Tashkent the «enemy of our people». I have not changed my view on the matter in the last ten years.) [4]
Згодом він написав книгу "Туркестан під владою Рад. До характеристики диктатури пролетаріату ", в якій дав свій ґрунтовний аналіз відбувалися подій.

## Радянський період
Лідери Алаш-Орди спочатку виступали проти більшовиків під час Громадянської війни (1918—1921). Пізніше казахські націоналісти досягли компромісу з більшовиками[джерело?], отримавши гарантії збереження Казахської автономії. 1920 року територія Казахстану була проголошена автономною соціалістичною республікою. Казахська національна еліта, що складалася переважно з лідерів Алаш-Орди, увійшла до складу місцевих органів влади[джерело?]. На початку 1920-х років країна пережила жахливий голод, який забрав життя від 1 до 3 мільйонів казахів. У грудні 1922 р. був заснований СРСР. Казахстан був включений до нього як Киргизька Автономна Радянська Соціалістична Республіка (АРСР). Ця назва залишалася за республікою до 1925 р., перш ніж вона була перейменована в Казахську АРСР. 1929 року м. Алмати стало столицею республіки. 1936 року Казахська АРСР була перетворена в Радянську Соціалістичну Республіку (РСР) у складі Радянського Союзу.
1928 року радянська влада відсторонила усіх казахських лідерів від управління у місцевих органах влади. Була запущена програма колективізації сільського господарства, що передбачала конфіскацію майна і об'єднання всіх орних земель у колективні й радянські господарства (колгоспи і радгоспи). Казахська культура і спосіб життя були фактично зруйновані в результаті державної програми насильницького розселення казахів.

### Редагування Повстання в Казахстані 1929—1931
- Докладніше: Редагування Повстання в Казахстані 1929 — 1931

Президент Казахстану Нурсултан Назарбаєв у своїй книзі «Стратегія незалежності» пише:
….Питання про чисельність казахів-жертв голоду 1929—1933 років, пов'язаних з ним епідемій і міграцій залишається поки що відкритим. Амплітуда думок з приводу кількості загиблих в ці оди коливається в межах від 1 мільйона 750 тисяч до 2 мільйонів 200 тисяч. Це означає, що під час колективізації загинуло від 42 до 49 відсотків корінного етносу. Майже 1 мільйон 30 тисяч чоловік відкочувала в роки голоду за межі республіки, з них 616 тисяч — безповоротно.
Силова політика держави наштовхнулася на запеклий опір народу. На боротьбу з режимом піднімалися все більш шіокіе населення. Рух опору охопив весь Казахстан. У 1929—1931 роках мали місце понад 380 селянських бунтів і повстань, що охопили майже 80 тисяч челоек. Великими з них були сузакское, іргізское, аксуйському, абралінское, адаевское, абралінское, Каракумського та інші повстання. Всі вони придушувалися самим жорстоким чином регулярними військами Червоної Армії…. 

### Грудневе повстання (1986)
Грудневе повстання, також Желтоксан (каз. Желтоқсан — грудень) — виступ молоді під антирадянськими і сепаратистськими гаслами в Алма-Аті, що була у той час столицею Казахської РСР, що відбулося 16 грудня 1986. В історичній літературі Казахстану дану подію називають «грудневими подіями». Події грудня 1986 стали першими в СРСР масовим мітингом, в ході яких висувалися антирадянські і націоналістичні гасла.